# Grimde
Grimde est un ancien hameau de Tirlemont (en néerlandais « Tienen »), une ville du Brabant flamand en Belgique. L'ancien hameau est désormais un quartier de la localité, où se situe la sucrerie de Tirlemont.

## Histoire

### Époque romaine

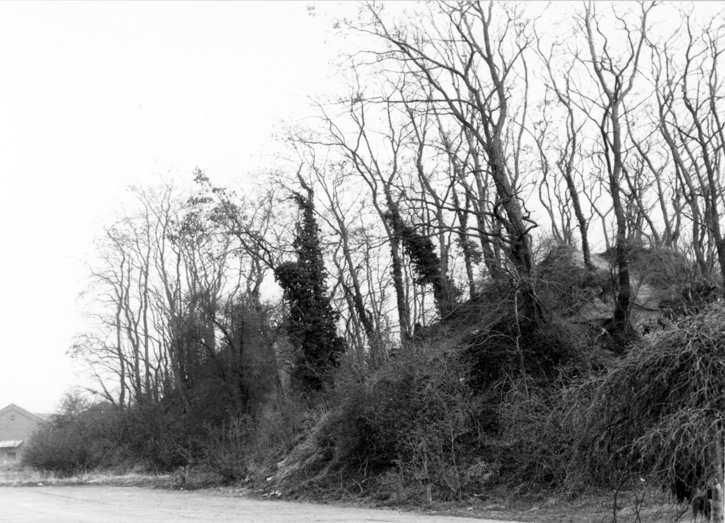
Le Tumulus de Grimde

Le hameau se trouvait, entre le Broggracht et la Gette, le long de la chaussée romaine qui reliait Cologne (Colonia Claudia Ara Agrippinensium), Tongres (Atuatuca Tungrorum) et Boulogne-sur-Mer (Gesoriacum). À proximité de l'ancienne voie de communation, des tumuli ont été découverts. Une des personnes enterrées, certainement un résident de l'ancienne implantation romaine (Vicus), a pu être identifiée avec la trouvaille, lors de fouilles, d'objets décoratifs en or portant l'inscription: « Marcus Probius Burrus ». Le site est désormais connu sous le nom de Drie Tommen.

### Moyen Âge
En 1331, une chapelle dédiée à saint Maur fut érigée à Grimde. Elle se trouvait à proximité d'une léproserie où les moines bénédictins soignaient les malades. Lorsque, trois siècles plus tard, la chapelle fut agrandie, la dévotion à Saint Maur laissa la place à un culte à Notre-Dame. Le nom changea de « Chapelle Saint-Maur » en « Chapelle Notre-Dame » (en Néerlandais: Onze-Liver-Vrouw-ten-Steen kapel). L'ajout de la terminaison ten steen, littéralement « des pierres », fait référence aux bornes délimitant l'ancienne léproserie.
Jusqu'au XIXe siècle, la chapelle vénère différents ordres religieux.

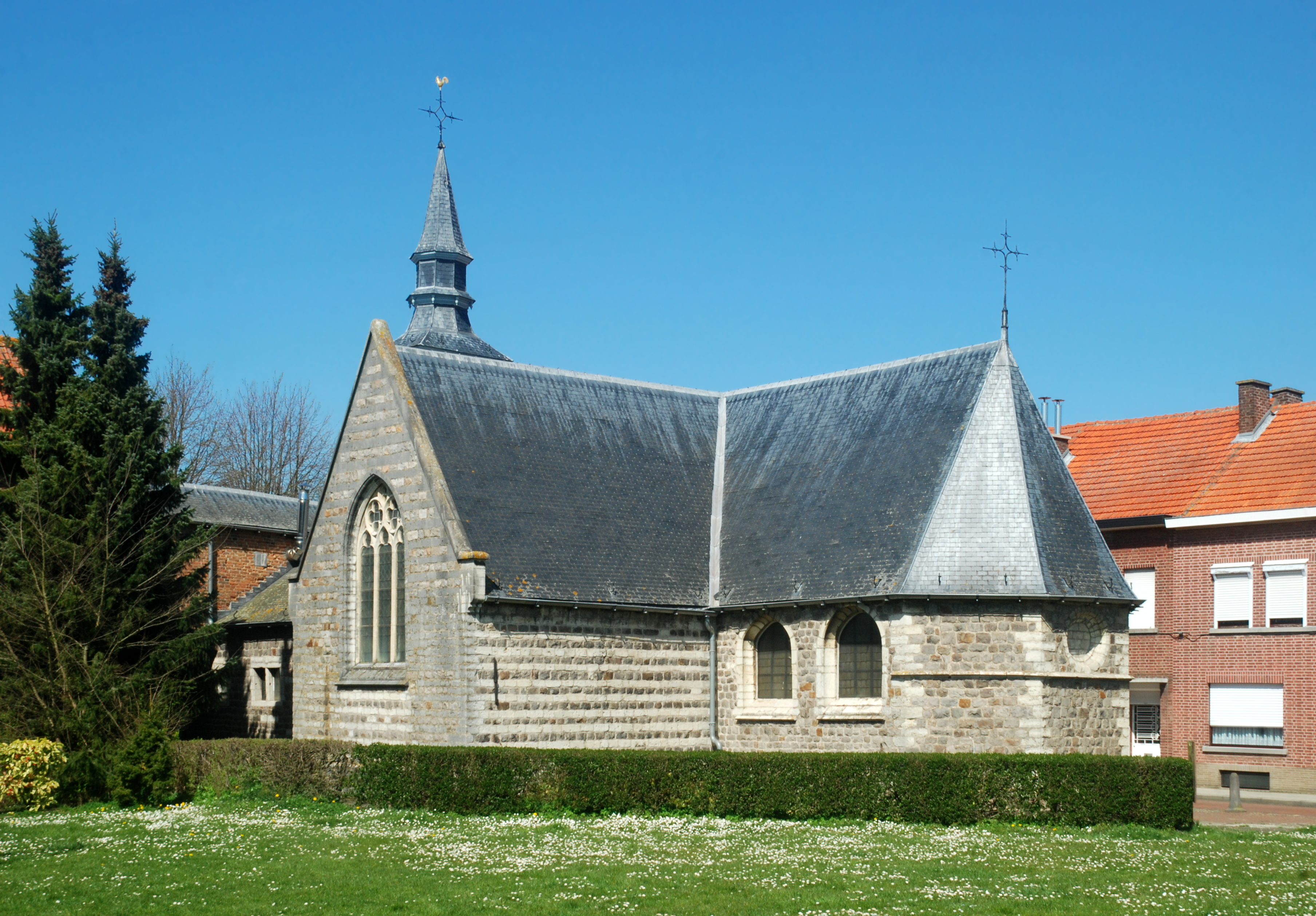
Chapelle Notre-Dame de la Pierre de Tirlemont.

#### « Dertien maal »
La nuit du 16 au 17 janvier de chaque année, un pèlerinage est organisé et est familièrement appelé le Dertien maal, littéralement « Treize fois ». Il s'agit d'une procession à cheval entre l'église du Saint-Sauveur d'Hakendover et la chapelle Notre-Dame-des-Pierres. Les pèlerins parcourent treize fois la distance, ce qui représente un total de plus ou moins 40 kilomètres. Cette manifestation est une réminiscence d'une ancienne légende dite des « Trois Vierges ».

##### La Légende
La légende des « Trois Vierges » remonte à la fin du VIIe siècle lorsque trois vierges d'Hakendover décidèrent de construite une église dédiée au Saint-Sauveur. Les travaux débutèrent mais chaque nuit était mystérieusement démonté, le travail effectué durant la journée par les maçons. Les trois vierges demandèrent conseil à Dieu. Au cœur de l'hiver, un ange leur apparut « à l'endroit où le Seigneur voulait son église ». Malgré la rigueur de la saison et la neige, l'endroit était totalement dégagé. Dans un arbre, se trouvait un oiseau tenant dans son bec le message : « À cet endroit, je veux construire mon église ». Les Trois Vierges envoyèrent douze ouvriers, le Christ étant le treizième. Seuls douze maçons reçurent leur salaire mais, sur le chantier, se trouvait pourtant un 13e ouvrier. Lorsque l'église fut terminée, les évêques souhaitèrent la consacrer, ce qui n'était pas nécessaire, puisque le « Saint-Sauveur » l'avait fait lui-même en la demandant. Les évêques furent punis de leur incroyance. L'un resta paralysé, l'autre devint aveugle. Ils firent pénitence et furent guéris.

### Époque contemporaine
Le 27 mai 1878, la ligne de chemin de fer no 22 fut inaugurée. Elle reliait Tirlemont à Diest, elle comptait un arrêt à Grimde. Le trafic des voyageurs s'arrêta le 29 septembre 1957. À partir de cette date, le transport de marchandises diminua progressivement, et finit par être aussi supprimé. Le tronçon entre Diest et Halen fut arrêté en 1961. Trois ans plus tard, ce fut le parcours entre Drieslinter et Halen enfin en 1967, la partie Grimde-Drieslinter. Les voies entre Tirlemont et Grimde restèrent en activités, jusqu'en 1988, au service de la sucrerie, qui était voisine de la gare de Grimde.
Pendant la Première Guerre mondiale, le 18 août 1914 eurent lieu des combats entre les troupes belges et allemandes entre Sint-Margriete-Houtem et Grimde. Vers 13h35, l'affrontement cessa. La suprématie allemande était trop forte et les défenseurs belges durent battre en retraite. 140 militaires belges tués durant ces combats reposent dans la crypte de la chapelle Saint-Pierre de Grimde de la Pastorijstraat. Parmi ces martyrs se trouve le général Guffens, commandant du 22e Régiment de Ligne. Il décéda en 1942, mais en selon ses dernières volontés, il souhaitait rejoindre ses soldats. L'église n'est plus employée pour le culte mais reste cimetière et donc lieu de mémoire.

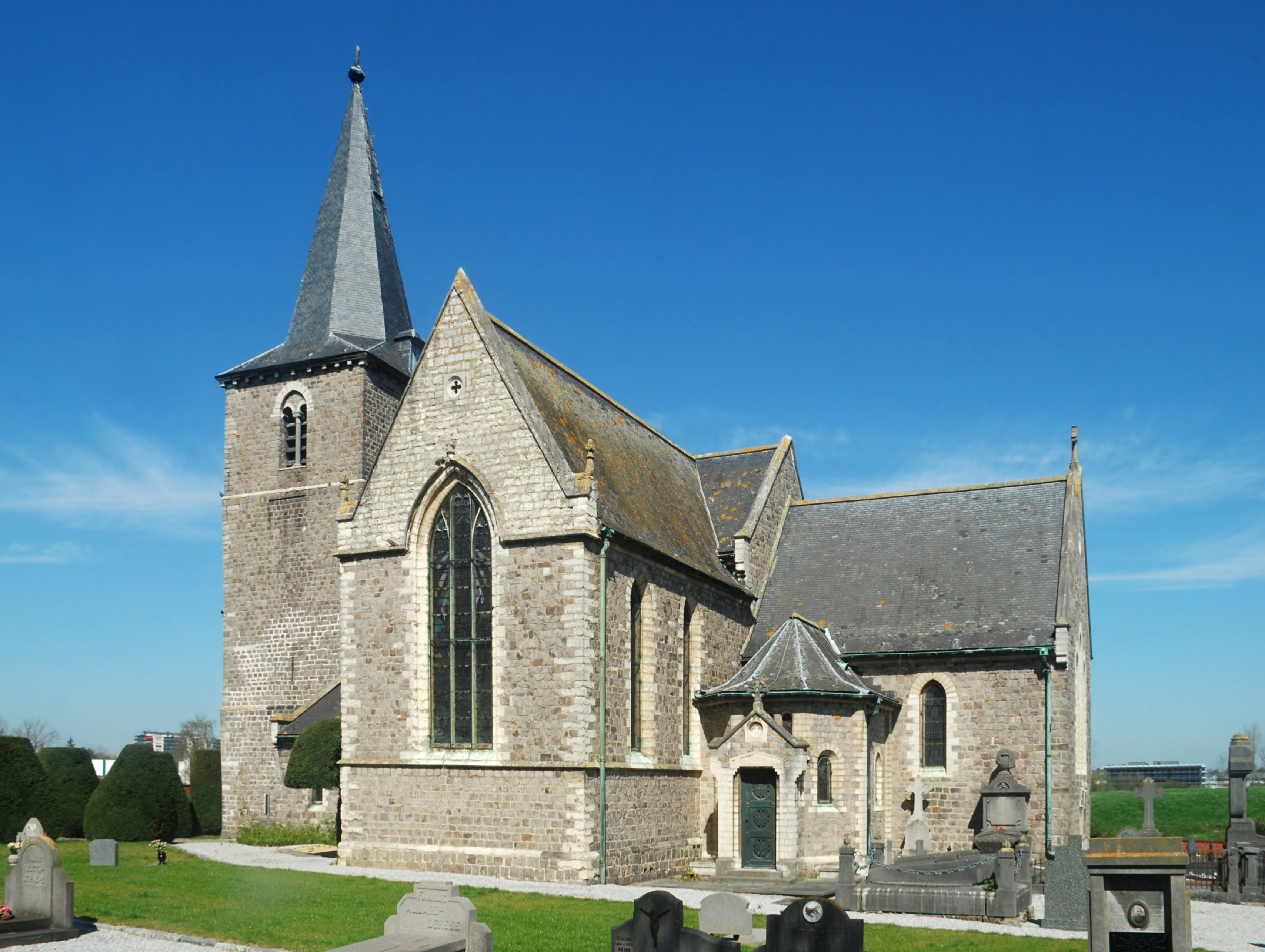
Chapelle Saint-Pierre de Grimde.

Entre août 2004 et décembre 2005, la Nationale 3, qui à Grimde porte le nom de Sint-Truidensesteenweg (chaussée de Saint-Trond) a été redessinée afin de comporter des pistes cyclables et des zones piétonnes, de nouvelles zones de stationnement, ainsi qu'un égouttage modernisé.

## Sport
La petite localité a été, furtivement, présente au niveau des séries nationales du football belge. Lors de la saison 1955-1956, le Standard FC Grimde joua au 4e niveau. Bien que finissant 13e et sportivement sauvé, le club cessa ses activités et disparut peu après la fin de compétition.

## Sources et liens externes
- (nl) Site officiel de la commune